# Король забавляется
«Коро́ль забавля́ется» (фр. Le roi s’amuse) — романтическая драма в пяти действиях в стихах французского писателя, поэта и драматурга Виктора Гюго, написанная 23 июля 1832 года. Впервые опубликована в 1832 году. Премьера состоялась 22 ноября 1832 года в театре «Комеди Франсэз». Пьеса была снята с репертуара после первого же представления и запрещена, возобновлена только 22 ноября 1882 года. Сюжет драмы Гюго лёг в основу оперы «Риголетто» (1851).

## Первые постановки
Гюго начал работу над драмой «Король забавляется» весной 1832 года, затем работа была прервана, возобновлена 2 июня и закончена 23 июля. Пьеса была поставлена на сцене «Комеди Франсэз» 22 ноября того же года и снята с репертуара после первого же представления по распоряжению совета министров, признавшего многие её места «оскорбительными для нравственности». Кроме этого, правительственные чиновники усмотрели в пьесе веяния революционного республиканизма. Автору было предложено смягчить некоторые места в пьесе, но Гюго отказался что бы то ни было менять, и пьеса была запрещена.
Запрещённая и снятая с репертуара, пьеса продолжала жить как литературное произведение и только в течение одного месяца выдержала пять изданий. Однако автор не примирился с произволом правительственной цензуры и подал в коммерческий суд иск против дирекции театра. При огромном стечении народа Гюго произнёс гневную речь, обвинив правительство в нарушении конституционных прав. Однако запрет на постановку его пьес не был снят.
В 1873 году была сделана попытка поставить пьесу на сцене театра «Понт-Сен-Мартен», отстроенного после пожара 1871 года, но пьеса была запрещена. Возобновление драмы «Король забавляется» на сцене театра «Комеди Франсэз» состоялось только 22 ноября 1882 года, ровно через пятьдесят лет после премьеры и первого запрещения.
В России пьеса «Король забавляется» практически не имеет истории постановок.

## Сюжет
Действие драмы происходит во Франции в первой половине XVI века, в период правления короля Франциска I. Кроме короля, ещё несколько персонажей пьесы имеют своими прототипами лиц исторических.

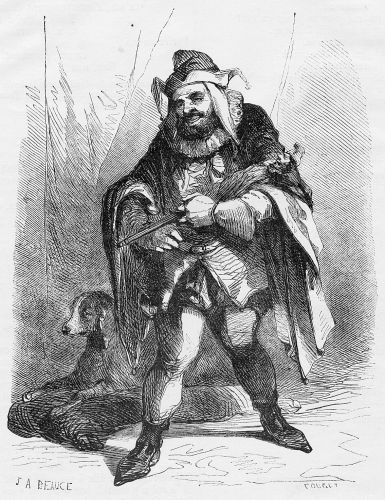
Шут Трибуле в драме Гюго «Король забавляется». Гравюра. Жан-Адольф Босе (1818—1875) и Жорж Руже (1781—1869)

Трибуле — это прозвище придворного шута французских королей Людовика XII и Франциска I, его настоящее имя было Фериаль. Ещё несколько персонажей драмы имеют реальные исторические прототипы: Шарль де Коссе, Сен-Валье, Анн де Монморанси, Клеман Маро. Однако характеры, также как и весь сюжет драмы Гюго, являются вымышленными. В этой исторической драме, как, впрочем, и в других произведениях Гюго, подлинно историческими являются только личности главных героев, выступающих на более или менее достоверном, конкретно-историческом фоне. Гюго досочиняет биографии своих героев, исходя из исторических данных, почерпнутых из документов, хроник, мемуаров изображаемой эпохи.
Франциск I показан главным образом со стороны его интимной жизни, но так, что в этом «личном» отображено общественное положение монарха, «первого дворянина королевства». Социально-психологический портрет Франциска богат красками и оттенками. Этот герой Гюго начисто лишён черт мелодраматического злодея. Это молодой, пылкий волокита, обладающий храбростью, умом, изысканными манерами. Он разбирается в окружающих его людях, умеет обольстить и увлечь неопытные души, над которыми потом глумится. Так именно и случилось с дочерью придворного шута Трибуле — юной Бланш. Но при ближайшем рассмотрении Франциск I оказывается циничным, холодным и бездушным развратником, легко разбивающим человеческие жизни. У него совершенно отсутствует внутренняя, духовная жизнь, всё подчинено жажде грубых, чувственных удовольствий. Ничем не прикрытое насилие стало тем универсальным средством, при помощи которого он добивается желаемого. Маска рыцаря сбрасывается, если мужья, отцы или братья соблазнённых королём женщин пытаются протестовать, их сажают в тюрьмы и казнят по обвинению… в государственной измене. Любой произвол и беззаконие освящаются неограниченной волей абсолютного монарха. Ближайшее окружение Франциска I — это титулованная аристократия, морально опустошённая, продажная, раболепствующая, лишённая совести и истинной чести.
Франциску I и французской аристократии в драме противопославлен выходец из народа — плебей Трибуле, маленький горбатый уродец, не нашедший себе места в обществе и ставший королевским шутом. Это — сильная и сложная личность, наделённая большими чувствами. Умный и наблюдательный, Трибуле хорошо сознаёт безмерную подлость и убожество своих господ, перед которыми он вынужден пресмыкаться. Он исполнен жгучей ненависти к королю и придворным. Под надёжной защитой своего шутовского колпака Трибуле наносит удары самым знатным вельможам. Трибуле издевается и глумится над ними, он страстно жаждет их гибели, ибо все они без исключения являются носителями зла и неискоренимого порока.
В сердце Трибуле рядом с ненавистью к знати живёт огромная нежность и любовь к дочери Бланш. Она для него — смысл и цель жизни. Наедине с ней он сбрасывает с себя шутовскую маску, и перед зрителем предстаёт глубоко несчастный, измученный человек, умеющий любить, страдать и мыслить. После похищения Бланш придворными ненависть Трибуле, накопленная в течение многих лет, принимает действенную форму мести. Несчастный обездоленный отец, у которого украли и погубили его единственное сокровище — невинное дитя — вступает в единоборство с могущественным королём и его придворной кликой.

## Персонажи
- Король Франциск Первый
- Трибуле
- Бланш
- Де Сен-Валье
- Сальтабадиль
- Магелона
- Клеман Маро
- Де Пьенн
- Де Горд
- Де Пардальян
- Де Брион
- Де Моншеню
- Де Монморанси
- Де Коссе
- Де Латур-Ландри
- Де Вик
- Госпожа де Коссе
- Тётушка Берарда
- Дворянин из свиты королевы
- Лакей короля
- Врач
- Вельможи, пажи, простонародье

## Опера
Творение Гюго, запрещённое и снятое со сцены, продолжало жить в художественно преломлённом виде на французских и европейских сценах. В 1850-51 годах итальянский композитор Джузеппе Верди, активно участвующий во всех общественно-политических событиях своего времени, написал одну из своих лучших опер — «Риголетто» — по мотивам драмы Гюго «Король забавляется». В январе 1857 года, когда Гюго жил в изгнании, опера Верди была поставлена в Париже. В оперном либретто обстановка и имена действующих лиц по понятным причинам изменены: действие перенесено в Италию, вместо французского короля выведен неведомый итальянский герцог, шут получил имя Риголетто и т. д. Но основная сюжетная линия и характеры персонажей пьесы Гюго в опере Верди полностью сохранены.

## Экранизации
- 1909 — «Месть шута» (A Fool's Revenge), короткометражный. Реж. Дэвид Уорк Гриффит.
- 1941 — «Король забавляется» (итал. Il Re si diverte). Режиссёр Марио Боннар. В главных ролях: Мишель Симон, Мария Меркадер, Россано Брацци.
- 1993 — «Месть шута». Режиссёр Борис Бланк. В главных ролях: Борис Моисеев, Екатерина Голубева, Вячеслав Разбегаев[1].